# Pedrinho (football, 2002)
Pour les articles homonymes, voir Pedrinho.
Pedro Henrique Azevedo Pereira dit Pedrinho, né le 11 juillet 2002 à Salvador au Brésil, est un footballeur brésilien qui joue au poste d'arrière gauche au Chakhtar Donetsk.

## Biographie

### EC Vitória
Né à Salvador au Brésil, Pedrinho est notamment formé à l'EC Vitória. C'est avec ce club qu'il fait ses débuts en professionnel, alors que le club évolue en deuxième division brésilienne, le 30 janvier 2020 contre le Grêmio Esportivo Brasil. Il entre en jeu à la place de Alisson Farias (en) et son équipe s'impose sur le score de un but à zéro ce jour-là.
Le 20 février 2021, Pedrinho prolonge son contrat avec l'EC Vitória. Il est alors lié au club jusqu'en décembre 2024.

### Athletico Paranaense
Le 17 septembre 2021, Pedrinho s'engage à l'Athletico Paranaense pour un contrat de cinq ans.
Il joue son premier match sous ses nouvelles couleurs le 10 octobre 2021, lors d'une rencontre de championnat face à l'EC Bahia. Il entre en jeu et son équipe s'incline par deux buts à zéro.

### Chakhtar Donetsk
Le 19 juillet 2023, Pedrinho rejoint le Chakhtar Donetsk. Il signe un contrat de cinq ans, soit jusqu'en juin 2028.